# Cossacks 3
Cossacks 3 è un videogioco di strategia in tempo reale sviluppato e pubblicato dalla GSC Game World per Microsoft Windows e Linux. Il gioco, considerato anche un remake del gioco originale, ne rappresenta un ritorno alle origini, in quanto è ancora una volta ambientato nell'Europa a cavallo tra il XVII e il XVIII secolo.
Cossacks 3 è disponibile anche su GOG.com, seppur separatamente con tutte le espansioni. È disponibile in tutte le maggiori lingue, tra cui l'italiano.

## Modalità di gioco
Fanno ritorno le dodici nazioni originali, oltre che a 70 tipi di unità, 100 tecnologie e oltre 140 edifici storici. Il gioco supporta anche il gameplay fino a 8 giocatori (uno in più rispetto all'originale), con eserciti che arrivano a migliaia di unità, e fa il suo ritorno anche una personalizzazione flessibile delle mappe casuali.

### Edifici
- Abitazione: la classica struttura atta ad aumentare il limite di popolazione di 25 punti, senza prerequisiti di costruzione. Russia e Ucraina possono costruirla usando solo legno e senza pietra, invece necessaria per le altre nazioni.
- Mulino: come nel primo Cossacks, è necessario per produrre il cibo, di cui il mulino è anche deposito. Non ha prerequisiti, come il Municipio (il Centro Cittadino) e l'Abitazione. Russia e Ucraina possono costruirlo in legno, ma a prezzi maggiori rispetto alle altre nazioni, che però necessitano anche di pietra per costruirlo.
- Miniera: estrae oro, carbone o ferro dagli appositi depositi, e necessita del Municipio per poterla costruire.
- Magazzino: punto di deposito per legname e pietra, non possiede prerequisiti. Spagna e Portogallo lo costruiscono a prezzi minori in legno e pietra, così come Turchia e Algeria, ma a prezzi diversi.
- Mercato: necessita della costruzione di almeno un magazzino e un mulino, e consente di acquistare, vendere o scambiare risorse. Spagna e Portogallo costruiscono il Mercato più in fretta. Turchia e Algeria presentano una versione equivalente tutta loro chiamata Bazaar.
- Municipio: il centro cittadino, che non ha prerequisiti, consente di addestrare contadini, aumenta di 100 il limite di popolazione, consente di avanzare all'epoca successiva (tranne per Ucraina, Algeria e Turchia) una volta costruiti tutti gli edifici, e funge come primo magazzino per legname, pietra e cibo. L'Austria lo costruisce più in fretta, l'Ucraina utilizza solo il legname per costruirlo, la Turchia ha prezzi ridotti in legname e pietra, e l'Algeria ha prezzi ridotti solo in legname.
- Cattedrale: questo centro religioso, sbloccabile con la costruzione del Municipio, consente di reclutare sacerdoti. La Francia può costruirlo a prezzi e tempi di costruzione maggiori, ma anche migliore costituzione. Russia e Ucraina possiedono la Cattedrale Ortodossa (e l'Ucraina in particolare può costruirla a prezzi minori). Algeria e Turchia, invece, possono costruire la Moschea, che recluta i mullah, equivalenti islamici dei sacerdoti.
- Fabbro: necessita del Municipio, e permette di conseguire miglioramenti legati alla metallurgia. Algeria e Turchia lo costruiscono un po' più lentamente, mentre l'Ucraina può farlo più rapidamente.
- Accademia: il centro scientifico, necessitante di una caserma, permette di ricercare numerose tecnologie. La Russia la costruisce molto più lentamente, mentre l'Ucraina assai più velocemente rispetto alle altre nazioni. La Polonia la costruisce invece a prezzi ridotti rispetto alle altre nazioni. Algeria e Turchia ne possiedono un equivalente chiamato Minareto, che costa un poco di più rispetto alla versione europea.
- Caserma: necessita di un fabbro per essere costruita, e consente di reclutare le unità di fanteria, gli ufficiali e i tamburelli, oltre che ad aumentare di 150 il limite di popolazione (ciò vale solo per la caserma del XVII secolo per le nazioni europee tranne l'Ucraina, bloccata solo al XVII secolo). La Russia possiede invece la Caserma Strelets che aumenta di 25 il limite di popolazione, mentre la caserma di Algeria e Turchia aumenta di 50 il medesimo limite, in parte come compensazione di mancanza di avanzamento di unità. Tutte le fazioni europee, a parte l'Ucraina per i motivi già descritti, possono inoltre usufruirne di una del XVIII secolo, che aumenta di 250 il limite di popolazione.
- Scuderia: necessita di un fabbro per essere costruita, e permette di reclutare le unità a cavallo, inclusi gli ufficiali. Inghilterra, Scozia e Russia possono costruirla più velocemente e senza pietra, mentre Turchia e Algeria possono farlo senza oro, e costruirla assai più in fretta oltre che all'Ucraina (anche se quest'ultima dovrà costruirla a prezzi maggiori in legno, pietra e oro). Possiede anche la cavalleria del XVIII secolo disponibile dopo che il giocatore avanza nell'apposita epoca.
- Fabbrica d'Artiglieria: costruisce e potenzia i vari pezzi d'artiglieria, e si può costruire solo dopo la scuderia. La Turchia la costruisce a prezzi leggermente superiori, mentre l'Ucraina dovrà costruirla a prezzi esorbitanti, non solo in pietra e legno ma anche in oro.
- Centro Diplomatico: necessita di un'accademia, e consente di reclutare unità mercenarie da altri paesi. Algeria e Turchia lo costruiscono a prezzi superiori rispetto al normale (seppur minori in legno), e la Russia a prezzi ancora maggiori, mentre l'Ucraina abbassa il prezzo in legno e alza quello in pietra. Ogni giocatore può costruire solo un centro diplomatico nella partita.
- Cantiere Navale: consente di costruire le navi, che variano dalle barche da pesca ai vascelli da guerra, ma per costruirlo bisogna prima possedere almeno un Mercato. Turchia e Algeria lo costruiscono a prezzi dimezzati in legno, l'Ucraina soltanto in legno, seppur a prezzi un poco superiori in tale risorsa, e la Russia a prezzi leggermente minori in legname.
- Torre: uno dei quattro edifici difensivi, tutti necessitanti di un magazzino. Attacca utilizzando i cannoni, e può essere aggiornata ripetutamente in termini di cadenza di fuoco, ma tali aggiornamenti si eseguono separatamente per ogni torre costruita. La torre può essere demolita solo da pezzi d'artiglieria, navi, granatieri e arcieri, e necessita di ferro e carbone per funzionare. La Russia costruisce le torri più lentamente, e la Turchia e lìAlgeria possono costruirle a prezzi diversi rispetto al normale.
- Mura: uno dei quattro edifici difensivi, tutti necessitanti di un magazzino. Soltanto pezzi d'artiglieria, navi, granatieri e arcieri possono distruggere le mura, ma i loro colpi non possono attraversarle. Ogni pezzo di mura costruito necessita di pietra come mantenimento.
- Palizzata: uno dei quattro edifici difensivi, tutti necessitanti di un magazzino. Necessita di semplice legname, nel quale costa poco, si costruisce abbastanza in fretta e consente la costruzione di porte barricate in legno. Gli attacchi a distanza possono però attraversare le palizzate.
- Porta: uno dei quattro edifici difensivi, tutti necessitanti di un magazzino. Costruita sulle mura in pietra, consente l'accesso alle unità amiche, e soltanto pezzi d'artiglieria, navi, granatieri e arcieri possono distruggere i cancelli, ma i loro colpi non possono comunque attraversarli. La porta consuma però pietra col tempo come mantenimento, dato il materiale di costruzione.

### Nazioni
Sono presenti 12 fazioni giocabili, più altre 9 che si aggiungono con le espansioni.
- Algeria
- Austria
- Baviera (espansione)
- Danimarca (espansione)
- Francia
- Inghilterra
- Olanda (espansione)
- Piemonte (espansione)
- Polonia
- Portogallo (espansione)
- Prussia
- Russia
- Sassonia (espansione)
- Scozia (espansione)
- Spagna
- Svezia
- Svizzera (espansione)
- Turchia
- Ucraina
- Ungheria (espansione)
- Venezia

## Espansioni

### Days of Brilliance
La prima espansione, Days of Brilliance, è uscita l'8 dicembre 2016. Include la campagna della Polonia, dalla battaglia di Klushino al salvataggio di Vienna, cinque nuove missioni, due nuove nazioni, ovvero la Danimarca e l'Olanda, e cinque nuove unità.

### Rise to Glory
La seconda espansione, Rise to Glory, è uscita il 15 febbraio 2017, e include due nuove campagne rispettive per la Prussia e la Svezia, sette nuove unità di cui 3 inedite, mappe invernali, tre nuove missioni in giocatore singolo, e due nuovi fazioni, la Sassonia e la Bavaria.

### Guardians of the Highlands
La terza espansione, Guardians of the Highlands, è uscita l'11 aprile 2017, e include una nuova nazione, la Scozia, con un gameplay tutto suo con nuove tattiche e unità, l'introduzione degli assistenti (che altri non è che un assistente IA che aiuta il giocatore a costruire il proprio impero, con raccolta automatica di risorse e costruzioni consigliate), la campagna dedicata alla Scozia stessa (dalla battaglia di Marston Moor all'insurrezione giacobita), nove nuove unità uniche scozzesi tra cui highlanders e guerrieri del clan, oltre che a una nuova colonna sonora dedicata anche agli Scozzesi.

### Path to Grandeur
La quarta espansione, Path to Grandeur, è uscita il 16 maggio 2017. Include due nuove nazioni, l'Ungheria e il Portogallo, otto nuove unità uniche per la Turchia, la Spagna, l'Ungheria e il Portogallo, di cui 6 inedite, una nuova zona climatica ambientata nelle sabbie, e due nuove campagne dedicate agli Spagnoli e agli Ottomani.

### The Golden Age
La quinta e ultima espansione, The Golden Age, è uscita il 24 agosto 2017. Include una nuova modalità multigiocatore, la "Battaglia Storica", che contiene 8 scenari dove possono partecipare fino a 8 giocatori, una nuova campagna dedicata agli olandesi chiamata "Oranien boven!", due nuove nazioni, ovvero la Svizzera e il Piemonte, 5 nuove unità, due nuove colonne sonore uniche tutte dedicate alle due nuove nazioni, e quattro nuovi scenari giocatore singolo (L'assedio di Dunkirk, La Guerra per il Brasile, La Guerra dei Caraibi e La Guerra di restaurazione portoghese).

## Accoglienza
| Testata                          | Giudizio |
| -------------------------------- | -------- |
| Metacritic (media al 30-01-2020) | 63/100   |
| Gamekult                         | 4/10     |
| SpazioGames.it                   | 6.0/10   |

Cossacks 3 ha avuto un'accoglienza altalenante da parte della Metacritic.